# Juana Ramírez
Juana Ramírez (Piar, Monagas, 12 de janeiro de 1790 — San Vicente, Monagas, 23 de outubro de 1856), mais conhecida pelo apelido La Avanzadora, foi uma militar e heroína da Guerra de Independência da Venezuela.

## Biografia
Juana nasceu na condição de escrava, em 12 de janeiro de 1790 no povoado do Município Chaguamaral, Maturín, estado de Monagas. Sua mãe foi uma escrava trazida da África chamada Guadalupe e comprada pela família Rojas. Acredita-se que Juana era a filha do general Andrés Rojas ou do seu irmão José Francisco Rojas. Ao nascer, a escrava foi libertada e criada sob a tutela de dona Teresa Ramírez de Valderrama, quem a protegeu e lhe deu seu sobrenome.
Durante sua infância, foi influenciada por diferentes eventos como a insurreição dos escravos no Haiti, o levante de José Leonardo Chirino e outras pequenas revoltas. Aos quinze anos já era o braço esquerdo do general Don Andrés Rojas e estava pronta para enfrentar as tarefas da guerra. Juana Ramírez se destacou por sua paixão patriota, desejo de liberdade e entrega pela independência.
Comandou uma unidade de artilharia formada por 100 mulheres, defendendo Maturín do exército de Domingo Monteverde em 25 de maio de 1813 quando fez com que este grupo de mulheres vencesse o exército espanhol.
Apesar do heroísmo de sua população, o destino de Maturín caiu sob o poder do espanhol Morales, que aplicou uma política de genocídio assim que pôde. Juana e suas companheiras fugiram para as montanhas, de onde continuaram a luta como guerrilheiras. Contudo essa derrota não diminuiu sua força; pelo contrário, elas se fortaleceram e, em seguida, perseguiram diariamente os monarquistas que permaneciam aquartelados em Maturín.
Juana se casou e teve cinco filhos: Clara, Juana, Juana Josefa y Victoria. Morreu no leste do país em 23 de outubro de 1856, aos 66 anos de idade. Seus restos mortais foram colocados no Panteão da Paróquia de San Vicente, que se tornou monumento histórico em 1986.
Em 2015, tornou-se a primeira mulher negra a ser colocada postumamente para descansar no Mausoléu Nacional de Heróis da Venezuela.